# Почесний хрест (Шварцбург)

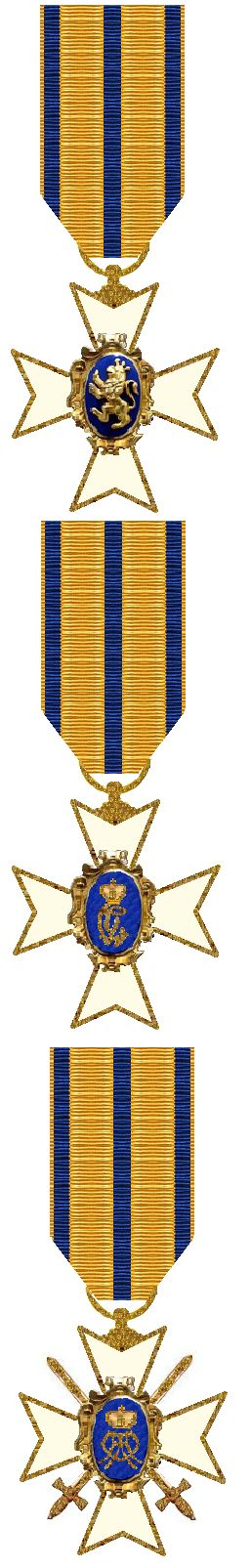
Почесний хрест 2-го класу. Згори вниз: аверс, реверс рудольштадського хреста, реверс зондерсгаузенського хреста з мечами.

Почесний хрест Шварцбургів (нім. Ehrenkreuz von Schwarzburg) або Князівський Шварцбурзький Почесний хрест (нім. Fürstlich Schwarzburgisches Ehrenkreuz) — династична нагорода князівств Шварцбург-Рудольштадт і Шварцбург-Зондерсгаузен.

## Історія
Хрест був заснований 20 травня 1853 року князем Фрідріхом Гюнтером Шварцбург-Рудольштадським. 28 червня 1857 року він був прийняти князівським домом Шварцбург-Зондерсгаузен як спільний орден. Спочатку орден мав 3 класи і 2 медалі (золота та срібна). В 1873 році був доданий 4-й клас.

## Опис
Орден 1-го і 2-го класу — золотий восьмикутний хрест, покритий білою емаллю. В центрі хреста — овальний синій емальований медальйон із золотим шварцбурзьким левом, повернутим вліво, і золотою оправою. На реверсі медальйона рудольштадського хреста зображені ініціали FG (Фрідріх Гюнтер), зондерсгаузенського — GFC (Гюнтер Фрідріх Карл), увінчані князівською короною.
Хрест 3-го і 4-го класу має аналогічний дизайн, але виготовлений із срібла без білої емалі. Медальйон хреста 4-го класу також не має емалі.
Медаль ордена — кругла, виготовлена із срібла, золота медаль вкрита позолотою. На аверсі зображений шварцбурзький лев і напис FÜR TREUE UND VERDIENST (укр. За вірність і заслуги), а під левом — 2 дубові гілки, перев'язані посередині. На реверсі зображені вище описані ініціали.
Орден носили на жовтій стрічці з трьома синіми смугами. Хрест 1-го класу носився на шиї, інші хрести і медалі — на лівому боці грудей. До хреста, врученого за воєнні заслуги, додавались схрещені мечі.